# 维瑟尔堡
维瑟尔堡是奥地利下奥地利州沙伊布斯县的一个市镇。总面积5.42平方公里，总人口3627人，人口密度669.2人/平方公里（2005年）。